# Joan Coromines
Joan Coromines (vagy Corominas) i Vigneaux (ejtsd: [zsuán kurumínasz i vinyó]) (Barcelona, 1905 – Pineda del Mar, Katalónia, 1997) katalán nyelvész. Kiemelkedő munkásságot folytatott a spanyol, a katalán, illetve az újlatin nyelvek területén. Legfőképpen spanyol és katalán etimológiai szótárairól vált ismertté.

## Élete
Tanulmányait a Barcelonai Egyetemen folytatta, és már igen fiatalon elkezdett a nyelvek tanulmányozásával foglalkozni. Erős katalanista nézeteket vallott egész életében. A spanyol polgárháborút követően az ország elhagyására kényszerült, 1948-tól a Chicagói Egyetem tanáraként dolgozott. Később visszatért Katalóniába, ahol utolsó éveit töltötte.

## Legismertebb művei
- 1954–1957 • Diccionario crítico etimológico de la lengua castellana (Spanyol etimológiai értelmező szótár)
- 1980–1991 • Diccionari etimològic i complementari de la llengua catalana (Katalán etimológiai és kiegészítő szótár)
- 1989–1997 • Onomasticon Cataloniæ (Katalán helynevek etimológiai szótára. A szótár nyolc kötetben jelent meg)
- 1991–1997 • Diccionario crítico etimológico castellano e hispánico (az 1954–1957 között készült spanyol etimológiai szótár bővített kiadása José Antonio Pascual társszerzővel)

## Fordítás
- Ez a szócikk részben vagy egészben a Joan Corominas című spanyol Wikipédia-szócikk fordításán alapul.  Az eredeti cikk szerkesztőit annak laptörténete sorolja fel. Ez a jelzés csupán a megfogalmazás eredetét és a szerzői jogokat jelzi, nem szolgál a cikkben szereplő információk forrásmegjelöléseként.
- Ez a szócikk részben vagy egészben a Joan Coromines című angol Wikipédia-szócikk fordításán alapul.  Az eredeti cikk szerkesztőit annak laptörténete sorolja fel. Ez a jelzés csupán a megfogalmazás eredetét és a szerzői jogokat jelzi, nem szolgál a cikkben szereplő információk forrásmegjelöléseként.